# 9445 Charpentier
A 9445 Charpentier (ideiglenes jelöléssel 1997 JA8) a Naprendszer kisbolygóövében található aszteroida. Paul G. Comba fedezte fel 1997. május 8-án.